# Serious Sam II
Serious Sam II è un videogioco di genere sparatutto in prima persona pubblicato per PC e Xbox, seguito diretto di Serious Sam: The Second Encounter. È stato sviluppato e creato da  Croteam, e distribuito l'11 ottobre 2005. Il gioco è stato pubblicato da 2K Games, una filiale di  Take Two Interactive. Il gioco è stato creato originalmente per Windows e la Xbox, e in seguito è stata sviluppata una versione beta per Linux.
Nella campagna in singolo giocatore, il giocatore prende il ruolo dell'eroe Sam "Serious" Stone proseguendo la propria missione contro le forze del Signore della Guerra extraterrestre Mental che cerca di distruggere l'umanità. Ambientato subito dopo gli eventi di Serious Sam: The Second Encounter, Sam viaggia su diversi pianeti per trovare parti di un medaglione con il quale sconfiggere Mental. Riceve aiuto dal Grande Consiglio di Sirio e sporadicamente dagli abitanti dei pianeti. La modalità multigiocatore include lo stile di gioco in cooperativa e il deathmatch, quest'ultimo introdotto in una patch. Computer Gaming World ha dato il voto 4,5/5 al gioco, anche se mediamente Serious Sam II ha ricevuto voti moderati con una media del 75%.
Croteam ha sviluppato in contemporanea al gioco il motore grafico Serious Engine 2, il successore del loro precedente motore grafico Serious Engine. Serious Sam II è l'unico gioco che usa questo motore proprietario, e nessun altro sviluppatore ha annunciato di voler richiedere una licenza per utilizzarlo.

## Modalità di gioco
Lo stile di gioco di Serious Sam II si basa principalmente sulla distruzione di centinaia di nemici alla volta, ed è quindi relativamente semplice. Enigmi di difficoltà elevata si incontrano raramente. Una differenza peculiare tra Serious Sam II e i precedenti episodi è rappresentata dalla presenza di un sistema di conteggio di vite, simile a quello visto nella serie di videogiochi con protagonista Mario, dove il giocatore dispone di un certo numero di vite di scorta utilizzabili quando il numero di punti ferita giunge a zero, per ripartire dall'ultimo punto di salvataggio.
All'inizio del gioco è possibile scegliere fra vari livelli di difficoltà: dal più semplice (Turista) al più difficile ("Mental" = folle) ma soltanto giocabile dopo aver completato la campagna in difficoltà Serious), con differenze sostanziali. Al livello più semplice lo stato di salute si ricaricherà stando fermi, i nemici saranno deboli e relativamente pochi. Al livello di difficoltà maggiore invece i nemici arriveranno "a tonnellate" e sarà un problema contenerli. Oltre la difficoltà Serious è presente anche una difficoltà sbloccabile solo se viene finito il gioco, la difficoltà Mental: in questa difficoltà i nemici potranno diventare invisibili per qualche secondo e colpire da dietro o disorientare il videogiocatore.
Sono stati introdotti veicoli e torrette, tra cui lanciarazzi, torrette laser e dischi volanti.
I diversi capitoli presentano nemici specifici; per esempio il Mondo dei Kleer presenta degli scheletri di creature morte viventi mentre Chi Fang presenta dei non morti che usano le arti marziali. I potenziamenti sono sparsi nei livelli e si possono raccogliere distruggendo certi oggetti come casse di legno, barili e altri contenitori.
Serious Sam II si concentra maggiormente sulla modalità multiplayer rispetto al precedente capitolo, in quanto era stata l'unica modalità presente fino all'inclusione del deathmatch tramite una patch. La versione per PC permette un numero massimo di giocatori pari a 16 per volta, mentre quella per Xbox permette un numero massimo di 4 giocatori, tramite Xbox systemlink oppure Xbox Live. La modalità multigiocatore non permette di giocare con schermo diviso, a differenza di quanto visto in Serious Sam.
La storia in Serious Sam II è decisamente più importante, e stabilisce la maniera in cui il giocatore viaggia attraverso ogni capitolo. Anche se l'obiettivo principale rimane comunque l'uccidere più nemici possibile, la trama è stata approfondita e vi sono alcuni elementi importanti, a differenza di quanto accadeva nei capitoli precedenti in cui la maggior parte della trama era raccontata attraverso messaggi ignorabili senza alcuna conseguenza.

### Personaggi
Serious Sam II presenta 42 tipi di nemici, PNG e boss nel gioco. Vi sono cinque gruppi diversi di personaggi non giocanti: il Gran Consiglio Siriano composto da Rolanda, Jebediah e Rajiv; il popolo dei Simba, il popolo degli Zixie, il popolo dei Chi Che, e gli  Elviani. Sono presenti sette boss nella versione per PC, mentre la versione per Xbox non ha il boss finale.

### Armi
Le armi in Serious Sam II sono in gran parte le stesse viste nei giochi precedenti, rimodellate e potenziate. Fanno ritorno il lanciarazzi, il lanciagranate, il fucile a canne mozze e il fucile da cecchino. La Bomba Seria mantiene la caratteristica di arma più devastante dell'arsenale.
Serious Sam II introduce nuove armi nella serie, tra cui "Clawdovic Cacadoos Vulgaris", meglio conosciuto come "Clodovico", un pappagallo che possiede una bomba ed è in grado di volare verso il bersaglio scelto per farlo esplodere; due mitragliette Uzi; granate a mano; un fucile a canne rotanti; un mitragliatore di tipo Gatling; il cannone; un fucile lancia plasma ("Hydro-Plasmatic Handgun") e una arma di base simile alla Dispersion pistol di Unreal che prende il posto del coltello della prima serie.

## Livelli
In Serious Sam II sono presenti ben 42 livelli e come specificato sopra 7 boss:
- Pianeta M'Digbo:

1. Giungla
2. Riverdance
3. Villaggio M'Keke
4. Strada per Ursul
5. Sobborghi di Ursul
6. Prigione di Kukulele
7. Giardini di Ursul
8. Kwongo (Boss nº1)

- Pianeta Magnor:

1. Deadwood
2. Settore Dimenticato
3. Branchester
4. Woodstock
5. Enorme Discarica
6. Zumzum (Boss nº2)

- Pianeta Chi Fang:

1. Hong Pong
2. Ruote dell Fortuna
3. Camere di Chanolin
4. Tempio di Chanolin
5. Principe Chan (Boss nº3)

- Pianeta Kleer:

1. Piana Desolata Irreale
2. Canyon Maledetto
3. Ossario
4. Conte Kleerofski (Boss nº4)

- Pianeta Ellenier:

1. Green Dale
2. Coast 2 Coast
3. Kingsburg
4. Fogne Reali
5. Castello del Rock
6. Floaterra
7. Cecil (Boss nº5)

- Pianeta Kronos:

1. Area 5100
2. Centro Comandi
3. Freezpad
4. Frostpost
5. Hugo (Boss nº6)

- Pianeta Sirio:

1. Siriopoli Alta
2. Generatore di Scudo
3. O lesto o morto
4. A spasso nella giungla
5. Un salto nel fuoco
6. Siriopoli Centro
7. Fondazione Mental (Boss nº7)

## Accoglienza
Il voto medio assegnato al gioco è pari a 75% secondo Game Rankings e la maggior parte dei recensori ha assegnato un voto tra 70% e 80%.